# Reloj de onda de materia
Un reloj de onda de materia es un tipo de reloj cuyo principio de operación hace uso de las aparentes propiedades onduladas de la materia.
Las ondas de materia fueron propuestas por primera vez por Louis de Broglie y algunas veces se las llama ondas de Broglie. Las mismas son  un aspecto clave de la dualidad onda-partícula y desde entonces los experimentos han respaldado la idea. La onda asociada con una partícula de una masa dada, como un átomo, tiene una frecuencia definida, y una duración fija de un ciclo de pico a pico que a veces se denomina periodicidad de Compton. Tal onda de materia tiene las características de un reloj simple, ya que marca intervalos de tiempo fijos e iguales. La paradoja de los gemelos que surge de la teoría de la relatividad de Einstein hace referencia a que una partícula en movimiento tendrá un período ligeramente diferente del período una partícula estacionaria. La comparación de dos de tales partículas permite la construcción de un práctico "reloj Compton".

## Las ondas de materia como reloj
De Broglie propuso que la frecuencia f de una onda de materia es igual a E / h, donde E es la energía total de la partícula y h es la constante de Planck. Para una partícula en reposo, la ecuación relativista E = mc² permite calcular que la frecuencia de Compton f para una partícula masiva estacionaria, es igual a mc² / h.
De Broglie también propuso que la longitud de onda λ para una partícula en movimiento es igual a h / p donde p es el momento de la partícula.
El período (un ciclo de la onda) es igual a 1 / f.
Se dice que esta precisa periodicidad de Compton de una onda de materia es la condición necesaria para un reloj, lo que implica que cualquier partícula de esa materia se puede considerar como un reloj fundamental. Esta propuesta ha sido denominada "Una roca es un reloj".

## Uso
En su artículo, "Mecánica cuántica, ondas de materia y relojes en movimiento", Müller ha sugerido que "la descripción de ondas de materia como relojes de onda de materia ... se ha aplicado recientemente a pruebas de relatividad general, experimentos de ondas de materia, los cimientos de mecánica cuántica, decoherencia cuántica espacio-tiempo, reloj de materia / estándar de masa, y condujo a una discusión sobre el papel del tiempo apropiado en la mecánica cuántica. Generalmente es covariante y, por lo tanto, adecuada para uso en espacio-tiempo curvo, como por ejemplo el caso de ondas gravitatorias ".

## Controversia
La idea teórica de ondas de materia como relojes ha causado cierta controversia y no ha estado exenta de fuertes críticas.